# Pionier (wyspa)
Pionier – należąca do Rosji wyspa na Oceanie Arktycznym, czwarta pod względem powierzchni w archipelagu Ziemi Północnej. Wyspa ta zajmuje powierzchnię 1527 km².
Najwyższy punkt tej wyspy to 382 metrów nad poziomem morza.